# Brønshøj BK
A Brønshøj BK, teljes nevén Brønshøj Boldklub egy dán labdarúgócsapat. A klubot 1919-ben alapították, székhelye Brønshøj. Jelenleg az ötödosztályban szerepel.

## Jelenlegi keret
2005. szeptember 19. szerint.
| #  |     | Poszt | Név                     |
| -- | --- | ----- | ----------------------- |
| 1  | DEN | K     | Morten Olesen           |
| 3  | DEN | KP    | Tuncay Uymaz            |
| 4  | DEN | V     | Peter Larsen            |
| 5  | DEN | CS    | Jesper Duelund          |
| 7  | DEN | V     | Michael Edvold Sørensen |
| 8  | DEN | KP    | Jesper Pedersen         |
| 10 | DEN | KP    | Anders Steffensen       |
| 11 | DEN | V     | Danny Hansen            |
| 12 | DEN | V     | Anders Dahl Simonsen    |

| #  |     | Poszt | Név              |
| -- | --- | ----- | ---------------- |
| 15 | DEN | KP    | Peter Greve      |
| 16 | DEN | K     | Musa Turan       |
| 17 | DEN | K     | Fredrik Gumpel   |
| 19 | DEN | KP    | Pawel Galara     |
| 20 | DEN | KP    | Newroz Dogan     |
| 21 | DEN | CS    | Vitus Kofoed     |
| 22 | DEN | KP    | Suat Sari        |
| 13 | DEN | CS    | Mehmetali Dursun |
| 24 | DEN | CS    | Fatih Kirik      |
| 25 | DEN | CS    | Danni König      |

## Külső hivatkozások
- Hivatalos weboldal
- Doctor Brønshøj, szurkolói oldal